# 蘇萬傑
蘇萬傑（16世紀—17世紀），字伯邁、號平觀，浙江紹興府餘姚縣人，明朝政治人物。

## 生平
蘇萬傑是萬曆十六年（1588年）的舉人，三十八年（1610年）中會試副榜，授海寧教諭，轉為國子監學正，調官鎮江同知管理王店關，罷去沿途的邏卒，河道暢通而稅額亦能收齊，因父親逝世回鄉。服闕後改任邵武同知，四十七年（1619年）署建寧知縣能洞悉民隱，再改代理福寧知州，福寧多盜賊，他到任後抓獲一名賊人，察覺對方可用而釋放，命令該人分散流寇黨羽，給與船糧充當士兵，使得地方穩定。
之後蘇萬傑入朝為工部屯田清吏司員外郎，改兵部員外郎，外轉大理知府，雲龍州人何天恩等作亂攻城，他冷靜應對，賊人不久潰敗，崇禎元年（1628年）陞陝西按察司副使，二年（1629年）改廣西副使，遇上靖江王叔姪爭立，懸而未決擾及官民，他以情理折服，解決十多年懸案；晉雲南右參政兼臨安道按察司僉事，就任時得知土寇普名聲聯合越南謀反，就連忙請求督臣發公文，撫慰越南不要協助普名聲，又獨自到普名聲巢穴，開布誠信令對方悅服，其後普氏反覆不常，就用計令對方其黨自相殘殺，奸狡者張國泰假冒宦官橫行雲南，上級都被震懾，只有他指出張國泰為偽，審訊後立刻認罪，人們都認為他神明，不久遭中傷而辭官回鄉，著有《易卦近言》四卷、《論疑》一卷，有子蘇元璞。

## 引用
1. 1 2  光緒《餘姚縣志·卷二十三·列傳》：蘇萬傑，字伯邁，萬厯三十八年會試副榜，授海寧教諭，轉國子監學正，遷鎮江同知理王店關榷，悉罷沿途邏卒，通河道而稅額自足，外艱服闋補邵武，攝福寧州篆，州故患盜，萬傑至獲一賊，察其可用釋而撫之，使盡疏其黨散，置各船給糧為兵，遂帖然無他志。尋督餉通州，轉兵部員外郎，出知大理府，雲龍州民何天恩等為亂將攻城，萬傑持之以靜，賊俄潰去，崇禎二年擢廣西副使，會靖江王叔姪爭立不決，擾及官民，萬傑以情理折之，十餘年懸案立定；晉雲南右布政，道聞土寇普名聲結聯交阯反，乃疾趨請於督臣移檄交阯慰之，以毋得助逆，單車直詣普壘，開布誠信普悅服，後反覆不常，乃用間攜其黨魁內自殘殺，遂終就撫，巨猾張國泰冒廠璫入滇橫甚，院司咸震懾，萬傑獨言其偽，立邀之至一訊而服，人以為神，旋為忌者所中拂衣歸，著有《易卦近言》四卷、《論疑》一卷，子元璞自有傳。 乾隆通志，參三祠傳輯
2. ↑  乾隆《建寧縣志·卷十六·名宦》：本府同知蘇萬傑，餘姚舉人，萬厯四十七年署縣事，敏練寬明，擒巨盗、剔宿蠧，移攝福寧海防，復來署縣，尤洞悉民隱，累官至雲南叅政。
3. ↑  《明熹宗悊皇帝實錄·卷二十八》：（天啟二年十一月癸卯）造佐理天津山海屯政關防給工部屯田司員外郎蘇萬傑。
4. ↑  史語所藏鈔本《崇禎長編·卷七》：（崇禎元年三月戊子）陞大理府知府蘇萬傑為陝西副使……
5. ↑  題名:兵部為缺官事 （页面存档备份，存于）：准吏部咨廣西按察使司副使蘇萬傑堪陞雲南布政使司右參政兼按察司僉事整飭臨安等處地方兵備……
6. ↑  四庫全書《浙江通志·卷一百六十九·人物三》：蘇萬傑 施邦曜〈蘇萬傑傳〉（云）字伯邁，餘姚人，萬厯戊子舉人，授寧海【海寧】學諭，厯遷鎮江同知理王店關榷，悉罷沿途邏卒，通河道而稅額自足，外艱服闋補邵武，攝福寧州篆，州故患盜，萬傑至獲一賊，察其可用釋而撫之，使盡疏其黨，散置各船給糧為兵，遂帖然無他志。尋督餉通州，轉兵部員外，出守大理，牒報雲龍州民何天恩等為亂將攻城，時議洶洶，萬傑持之以靜，賊俄潰去，擢廣西副使，會靖江王叔姪爭立不決，擾及官民，萬傑以情理折之，十餘年懸案立定；晉雲南右布政，道聞土寇普名聲結聯交趾反，乃疾驅請於督臣移檄交趾慰之，以毋得助逆，而自單車直詣普壘，開布誠信普大悅服，後反覆不常，乃用間攜其黨魁內自殘殺，遂終就撫，俄有巨猾張國泰冒廠璫入滇横甚，院司咸震懾，萬傑獨言其偽，曰：「吾恐其飽而颺去耳。」，立邀之至，一訊而服，人以為神，旋為忌者所中拂衣歸。
7. ↑  民國《海寧州志稿·卷二十三·職官表上》：教諭……萬厯間……蘇萬傑 新纂，據備志（云）字伯邁，號平觀，萬厯戊子舉人，庚戌會副，初任海寧教諭，轉國子監學正，崇禎初厯遷至雲南布政司參政，抑強藩、撫叛苗，後為院司所忌挂冠歸，歿祀餘姚鄉賢祠，著有《易卦近言》四卷，《論疑》一卷，見餘姚吳氏大本三祠傳輯。